# Llevadora

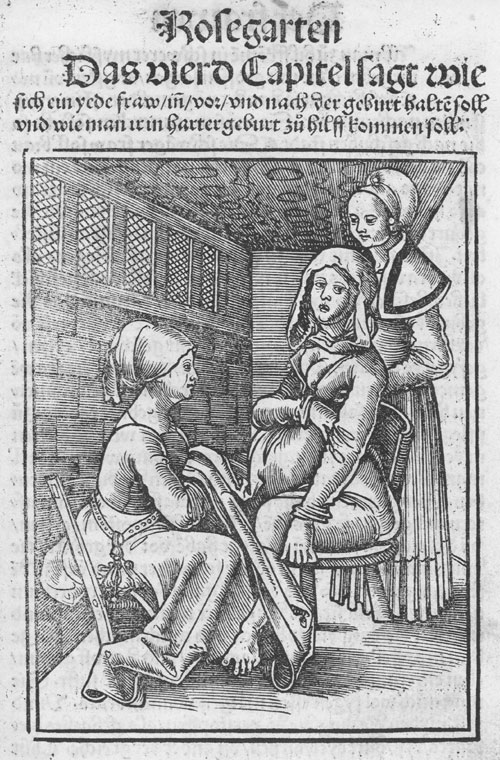
Il·lustració, una dona parint en una cadira de parts. De: Eucharius Rößlin, Der Swangern frawen vnd hebamme(n) roszgarte(n). Hagenau: Gran, any 1515

Una llevadora, o llevadora qualificada, és una professional de la salut que ofereix atenció bàsica i d'emergència a les dones i els seus nadons durant l'embaràs, el part i el període postpart. Una llevadora, que pot ser llevadora, metge, obstetra o infermera, està capacitada per ser present ("atendre") el part, ja sigui que el part es realitzi en una institució d'atenció mèdica o en la llar, per reconèixer i respondre adequadament a complicacions mèdiques i implementar intervencions per ajudar a prevenir-les en primer lloc, fins i tot a través de l'atenció prenatal. Diferents tipus de llevadores poden brindar diferents nivells d'atenció.

## Tipus de llevadores
Hi ha diversos tipus de llevadores:
Hi ha una infermera llevadora que ha d'obtenir un alt nivell d'educació, ja sigui llicenciatura o mestratge en obstetrícia, després d'esdevenir infermera. Les infermeres llevadores poden treballar en la majoria dels centres de maternitat, hospitals i poden tenir un consultori de part a la llar privat.
Després hi ha una llevadora professional certificada. Aquesta llevadora pot obtenir una llicència seguint un tipus d'aprenentatge oficial, juntament amb altres certificacions. Han d'aprovar un examen de la junta a través dels estats o països que permeten aquesta llicència i només pot estar disponible en un entorn de part a la llar.
Finalment, hi ha les llevadores d'entrada directa. Aquestes llevadores es capaciten a través d'un procés d'aprenentatge i només es permeten en entorns de part a la llar. No posseeixen una llicència professional, sinó que serveixen com llevadores no professionals a les llars on es necessitin els seus serveis.

## Llevadora vs. assistent al part
S'ha de fer una distinció entre el ",assistent al part" i altres que poden donar suport i atenció durant l'embaràs i el part, en funció de la formació i les habilitats professionals, les normes de pràctica i la naturalesa de l'atenció brindada. Les llevadores solen estar capacitades per a realitzar funcions clíniques d'atenció obstètrica i neonatal bàsica i d'emergència, inclosa l'administració d'antibiòtics parenterals, oxitòcics i anticonvulsius; extracció manual de la placenta ; eliminació de productes de placenta retinguts; part vaginal assistit; i reanimació neonatal. Depenent de l'abast legal de la pràctica, això també pot incloure la realització de cesàries.
Una assistent al part, també coneguda com a doula, "assistent de parts", "persona de suport durant el part", "assessora de parts" o "educadora de parts", és una persona diferent de les esmentades que brinda suport emocional i atenció i assessorament general a les dones famílies durant l'embaràs i el part. Una doula generalment ofereix serveis de suport a la família en les setmanes posteriors a el part ("doula postpart", consulteu Confinament postpart) i també pot ajudar durant el treball de part i el part ("doula de el part").
En molts països en desenvolupament, hi ha una assistent tradicional, o llevadora tradicional, que és una persona que proporciona l'atenció bàsica en l'embaràs i en el part i un assessorament basat principalment en l'experiència i els coneixements adquirits de manera informal a través de les tradicions i pràctiques de les comunitats on es van originar. En general, no compten amb una formació sanitària moderna i no solen estar subjectes a reglamentació professional.